# Carex richardsonii
Carex richardsonii är en halvgräsart som beskrevs av Robert Brown. Carex richardsonii ingår i släktet starrar, och familjen halvgräs. Inga underarter finns listade i Catalogue of Life.